# Kunbir simplex
Kunbir simplex là một loài bọ cánh cứng trong họ Cerambycidae.